# Hister aequatorius
Hister aequatorius är en skalbaggsart som beskrevs av Sylvain Auguste de Marseul 1854. Hister aequatorius ingår i släktet Hister och familjen stumpbaggar. Inga underarter finns listade i Catalogue of Life.